# Associação Nacional (Coreia do Sul)
A Associação Nacional era um partido político na Coreia do Sul.

## História
Syngman Rhee estabeleceu o Comitê Central para a Realização Rápida da Independência Coreana em outubro de 1945, logo após ele ter retornado do exílio. Como resultado da oposição generalizada à Conferência de Moscou, o Comitê ganhou o apoio dos líderes do governo provisório e de vários partidos políticos, incluindo o Partido Democrático da Coreia, o Partido da Independência da Coreia e uma facção do Partido Comunista.
A facção do Partido Comunista retirou seu apoio mais tarde, mas os outros envolvidos formaram a Associação Nacional para a Realização Rápida da Independência Coreana (em coreano:  대한독립촉성국민회, Daehan Doglib Chogseong Gugminhoe, NARKKI) em 8 de fevereiro de 1946.[carece de fontes?] O novo partido se opôs à administração proposta, mas quando Rhee pediu eleições separadas na Coreia do Sul, o presidente Kim Gu e outros deixaram o partido. Nas eleições da Assembleia Constitucional da Coreia do Sul em 1948, ganhou 55 dos 200 assentos, emergindo como o maior partido.
O partido foi posteriormente renomeado para "Associação Nacional". Nas eleições de 1950 foi reduzido para 14 assentos, terminando em terceiro atrás do Partido Nacionalista Democrata e do Partido Nacionalista da Coreia.[carece de fontes?]
Em 1951, Rhee estabeleceu o Partido Liberal. No entanto, a Associação Nacional permaneceu em vigor até o final de sua presidência em 1960.[carece de fontes?] Ganhou três cadeiras nas eleições de 1954, mas perdeu a representação parlamentar nas eleições de 1958.[carece de fontes?]